# Сандър Гоманс
Сандър Гоманс (на нидерландски: Sander Gommans) е лимбургски метъл артист. През 1995 г. той основава метъл групата „Афтър Форевър“ (известна преди като Apocalypse) с Марк Янсен. Гоманс свири на китара и пее в стил „ръмжене“ в групата. Той е и един от авторите на песни за „Афтър Форевър“. Към 2023 г. е учител и мениджър в „Никее Рок Стейшън“ (Етерна Студиос) в Рурмонд. Там също създава музикални групи и преподава по рисуване. Сега работи и в детското приложно студио на колежа „Света Урсула“ в град Хейтуйсен.
Гоманс също пише и продуцира за метъл проекта HDK. Този проект е основан от Гоманс и основно съчетава елементи от мелодичен дет метъл и модерен траш метъл.
Той е и допълнителен водещ китарист в Kiske/Somerville, албум на немския певец, кийбордист и китарист Михаел Киске (преди в Хелоуин) и американския певец, текстописец и вокален треньор Аманда Сомървил.
Между 2015 г. и 2019 г. Гоманс започва да си сътрудничи със Скот Уенмейкърс (художник) и Менно Капе (Graviton Music Services), за да стартира метъл проекта Magic-O-Metal за деца. Той включва Марина Ла Торака (Phantom Elite, Exit Eden), Родни Блейз и Ник Холман (Powerized, Methusalem, бивши Vicious Rumors).

## Избрана дискография
| System Overload              | 2009 | китари (водещи, ритъм, акустични), текст, вокал |
| Serenades of the Netherworld | 2014 | китари, бас                                     |
| Borderland                   | 2022 | колаборация, вокал, китари, бас                 |
| Human Error                  | 2023 | колаборация, вокал, китари, бас, текст          |

| Enter the Metal Realm             | 2020 | Vol. 1 – аудиокнига, речитатив (на немски)                 |
| Enter the Metal Realm             | 2020 | Vol. 1 вокали, китари, бас, ударни (програминг), речитатив |
| Loud and Proud – Children of Hope | 2021 | сингъл, речитатив                                          |
| Imagine                           | 2022 | сингъл, китари                                             |

| Alloy    | 2011 | китари      |
| Tectonic | 2018 | китари, бас |

| Wings of Illusion                    | 1999 | демо, вокали, текст, китари                    |
| Ephemeral                            | 1999 | демо, вокали, китари                           |
| Emphasis / Who Wants to Live Forever | 2002 | сингъл, китари, вокали                         |
| Digital Deceit                       | 2004 | сингъл, китари, вокали                         |
| Two Sides / Boundaries Are Open      | 2006 | сингъл, китари, вокали                         |
| Mea Culpa                            | 2006 | компилация, китари, вокали, китари (акустични) |
| Energize Me                          | 2007 | сингъл, китари, вокали                         |
| After Forever                        | 2007 | китари, вокали                                 |
| Equally Destructive                  | 2007 | сингъл, китари, вокали                         |
| Hi Five: Female Fronted Metal        | 2007 | сплит, китари                                  |